# Liste des circonscriptions législatives de Maine-et-Loire
Le département français de Maine-et-Loire est, sous la Cinquième République, constitué de six circonscriptions législatives de 1958 à 1986, puis de sept circonscriptions depuis le redécoupage de 1986, ce nombre étant maintenu lors du redécoupage de 2010, entré en application à compter des élections législatives de 2012.

## Présentation
Par ordonnance du 13 octobre 1958 relative à l'élection des députés à l'Assemblée nationale, le département de Maine-et-Loire est d'abord constitué de six circonscriptions électorales.
Lors des élections législatives de 1986 qui se sont déroulées selon un mode de scrutin proportionnel à un seul tour par listes départementales, le nombre de sièges de Maine-et-Loire a été porté de six à sept.
Le retour à un mode de scrutin uninominal majoritaire à deux tours en vue des élections législatives suivantes, a maintenu ce nombre de sept sièges,, selon un nouveau découpage électoral.
Le redécoupage des circonscriptions législatives réalisé en 2010 et entrant en application à compter des élections législatives de juin 2012, n'a modifié ni le nombre ni la répartition des circonscriptions de Maine-et-Loire.

## Composition des circonscriptions

### Composition des circonscriptions de 1958 à 1986
À compter de 1958, le département de Maine-et-Loire comprend six circonscriptions regroupant les cantons suivants :
- 1re circonscription : Angers-I, Angers-II, Angers-III, Châteauneuf-sur-Sarthe, Tiercé.
- 2e circonscription : Angers-IV, Angers-V, Chalonnes-sur-Loire, Chemillé, Les Ponts-de-Cé, Saint-Florent-le-Vieil.
- 3e circonscription : Allonnes, Baugé, Beaufort-en-Vallée, Durtal, Longué-Jumelles, Noyant, Saumur-Nord, Seiches-sur-le-Loir.
- 4e circonscription : Doué-la-Fontaine, Gennes, Montreuil-Bellay, Saumur-Sud, Thouarcé, Vihiers.
- 5e circonscription : Beaupréau, Champtoceaux, Cholet-I, Cholet-II, Cholet-III, Montfaucon-sur-Moine, Montrevault.
- 6e circonscription : Angers-VI, Angers-VII, Candé, Le Lion-d'Angers, Le Louroux-Béconnais, Pouancé, Saint-Georges-sur-Loire, Segré.

### Composition des circonscriptions depuis 1986
À compter du découpage de 1986, le département de Maine-et-Loire comprend sept circonscriptions regroupant les cantons suivants :
- 1re circonscription : Angers-Centre, Angers-Est, Angers-Nord-Est, Châteauneuf-sur-Sarthe, Tiercé.
- 2e circonscription : Angers-Sud, Angers-Trélazé, Chalonnes-sur-Loire, Chemillé, Les Ponts-de-Cé.
- 3e circonscription : Allonnes, Baugé, Beaufort-en-Vallée, Durtal, Longué-Jumelles, Noyant, Saumur-Nord, Seiches-sur-le-Loir.
- 4e circonscription : Doué-la-Fontaine, Gennes, Montreuil-Bellay, Saumur-Sud, Thouarcé, Vihiers.
- 5e circonscription : Cholet-I, Cholet-II, Cholet-III, Sèvremoine.
- 6e circonscription : Angers-Ouest, Beaupréau, Champtoceaux, Montrevault, Saint-Florent-le-Vieil, Saint-Georges-sur-Loire.
- 7e circonscription : Angers-Nord, Angers-Nord-Ouest, Candé, Le Lion-d'Angers, Le Louroux-Béconnais, Pouancé, Segré.

À la suite du redécoupage des cantons de 2014, les circonscriptions législatives ne sont plus composées de cantons entiers mais continuent à être définies selon les limites cantonales en vigueur en 2010. Les circonscriptions sont ainsi composées des cantons actuels suivants :
- 1re circonscription : cantons d'Angers-1 (sauf partie des quartiers de la Madeleine et Saint-Léonard), Angers-2 (quartier du Lac de Maine), Angers-5 (sauf commune de Cantenay-Epinard), Angers-6 (sauf partie des quartiers de Monplaisir et Saint-Serge, et 4 communes) et Tiercé (8 communes), commune du Plessis-Grammoire
- 2e circonscription : cantons d'Angers-1 (partie des quartiers de la Madeleine et Saint-Léonard), Angers-2 (quartier de la Roseraie et commune de Saint-Gemmes), Angers-7 (sauf communes du Plessis-Grammoire et de La Ménitré), Chalonnes-sur-Loire (4 communes) et Les Ponts-de-Cé (sauf commune de Brissac Loire Aubance), communes de Chemillé-en-Anjou et Mozé-sur-Louet
- 3e circonscription : cantons d'Angers-6 (8 communes), Beaufort-en-Anjou, Longué-Jumelles et Tiercé (6 communes), communes de La Ménitré et Saumur
- 4e circonscription : cantons de Chemillé-en-Anjou (sauf communes de Chemillé-en-Anjou et Mozé-sur-Louet), Cholet-2 (9 communes), Doué-en-Anjou et Saumur (sauf commune de Saumur), commune de Brissac Loire Aubance
- 5e circonscription : cantons de Cholet-1, Cholet-2 (10 communes et partie de Cholet) et Sèvremoine (sauf commune du May-sur-Evre)
- 6e circonscription : cantons d'Angers-3 (sauf communes de Saint-Clément-de-la-Place et Saint-Lambert-la-Potherie), Beaupréau-en-Mauges, Chalonnes-sur-Loire (5 communes) et Mauges-sur-Loire, communes de Bouchemaine et du May-sur-Evre.
- 7e circonscription : cantons d'Angers-4, Chalonnes-sur-Loire (5 communes), Segré-en-Anjou Bleu et Tiercé (7 communes), communes de Cantenay-Épinard, Saint-Clément-de-la-Place et Saint-Lambert-la-Potherie